# Bakel (Senegal)

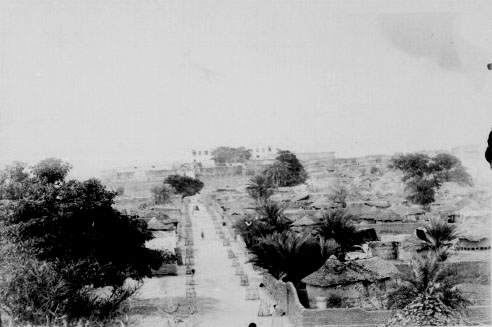
Straße in Bakel (1887/1888)

Bakel ist eine Stadt im Osten des Senegal. Sie ist Präfektur des Départements Bakel in der Region Tambacounda. Der Ort ist bekannt durch das frühere französische Fort Faidherbe.

## Geographische Lage
Bakel liegt im äußersten Nordosten der Region Tambacounda, 181 Kilometer von der Regionalpräfektur Tambacounda entfernt. Bakel liegt am linken westlichen Ufer des Senegal, 28 Kilometer stromabwärts des Dreiländerecks mit der Einmündung des Falémé, wo Senegal am linken Ufer und Mauretanien am rechten Ufer mit Mali zusammentreffen. Die Stadt ist umgeben von Hügeln. Südlich der Stadt treten sie von beiden Seiten dicht an die Flussufer heran und ragen über 60 Meter hoch auf, während der Senegal etwa 10 Meter über Meereshöhe dahinfließt. Mitten in Bakel erhebt sich das Fort Faidherbe über dem Fluss.

## Bevölkerung
Die letzten Volkszählungen ergaben für die Stadt jeweils folgende Einwohnerzahlen:
| Jahr | Einwohner |
| ---- | --------- |
| 1988 | 7.959     |
| 2002 | 10.653    |
| 2013 | 13.329    |

## Verkehr
Die Nationalstraße N 2, die in einigem Abstand dem linken Ufer des Senegal-Flusses von Saint-Louis aufwärts bis Kidira am Falémé folgt, führt nahe an Bakel vorbei. Die Stadt hat eine Fährverbindung mit dem mauretanischen Ort Gouray über den hier 130 Meter breiten Senegal. An der N2 sieben Kilometer südlich der Stadt liegt der Flugplatz Bakel.

## Trivia
Booba, ein französischer Rapper senegalesischer Abstammung, benannte den Song Bakel CIty Gang nach der Stadt.